# M-V

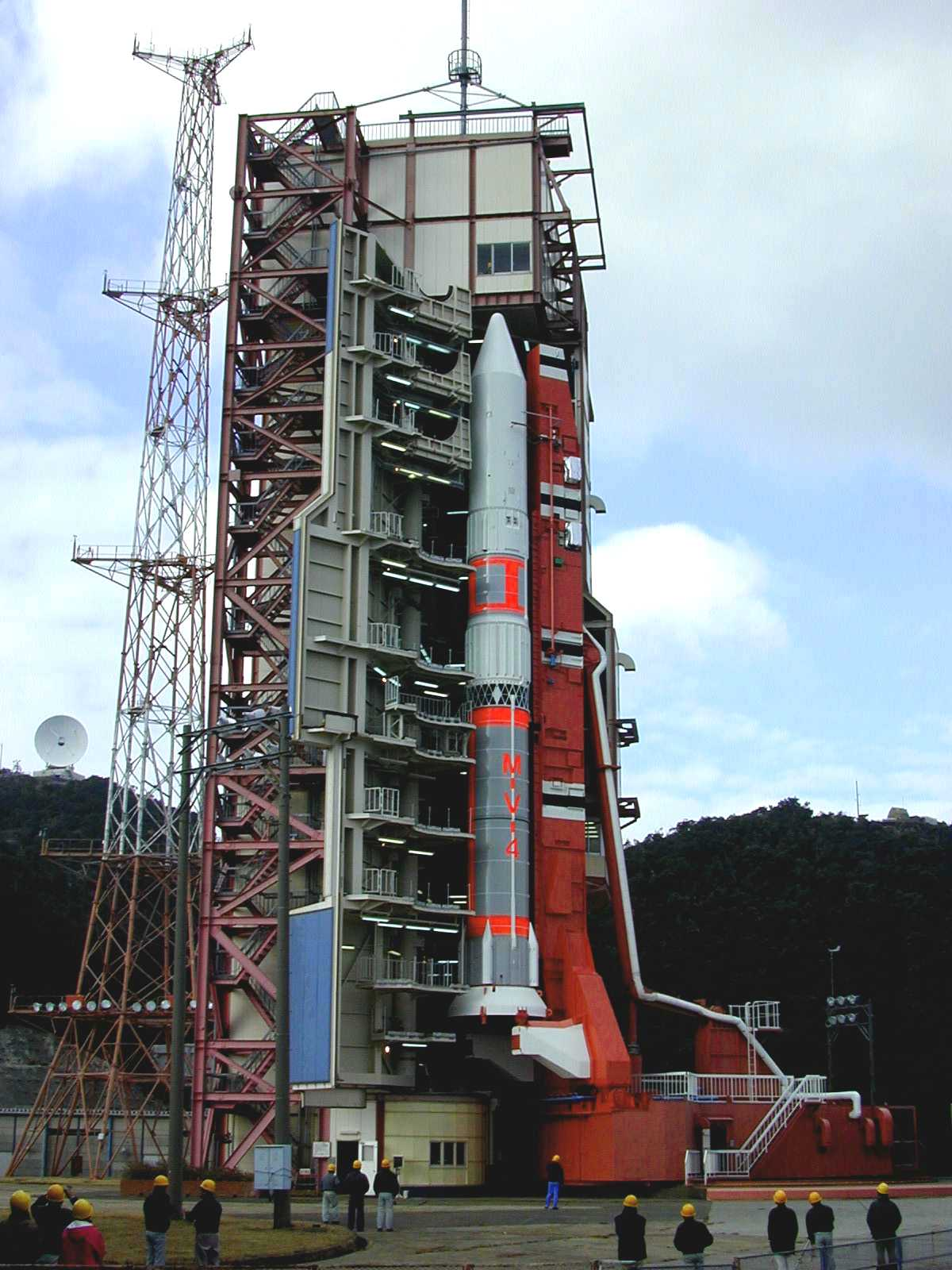
Il razzo MV con il satellite Astro-E come carico utile, missione fallita 42s dopo il lancio

Il razzo M-V, chiamato anche M-5 o Mu-5, era un vettore spaziale giapponese a propellente solido che faceva parte della famiglia di lanciatori Mu. Fu sviluppato dall'agenzia spaziale ISAS per il lancio di satelliti scientifici. Il vettore M-V fu utilizzato dal 1997 al 2006.

## Caratteristiche tecniche
A seconda della missione, il lanciatore M-V aveva una configurazione a tre o quattro stadi. Quest'ultima versione, chiamata KM, poteva posizionare 1.800 kg in orbita terrestre bassa. La versione KM, con la sua massa di 135 tonnellate, costituiva all'epoca il più grande lanciatore a propulsione solida a livello mondiale. Il lanciatore M-V aveva un diametro di 2,5 metri.

## Storia
Dall'inizio degli anni settanta, l'ISAS (l'agenzia spaziale giapponese dedicata alle missioni scientifiche) metteva in orbita i suoi satelliti con i suoi lanciatori a propellente solido della serie Mu. Questi vennero gradualmente aumentati di capacità, pur mantenendo la loro architettura originale. L'ultima versione della famiglia, il Mu-3SII, poteva posizionare un carico utile di 770 kg in orbita bassa rispetto ai 180 kg della versione originale del Mu-4S. Per soddisfare le sue esigenze, l'ISAS decise di sviluppare un nuovissimo lanciatore in grado di mettere in orbita un carico utile due volte più grande rispetto al Mu-3SII.
Lo sviluppo del razzo M-V (V indicava che si trattava della quinta generazione di lanciatori Mu) fu accettato nel 1989. Lo sviluppo del nuovo lanciatore, cominciato nel 1990, è stato difficile e il suo completamento è avvenuto con un ritardo di diversi anni. Ciò è stato dovuto principalmente alle difficoltà incontrate nella produzione degli ugelli retrattili utilizzati sugli ultimi due stadi del lanciatore. Secondo un accordo stipulato in precedenza con l'altra agenzia spaziale giapponese, la NASDA, il diametro dei lanciatori dell'ISAS non doveva superare  la misura di 1,4 metri: per sviluppare il lanciatore M-V, che aveva un diametro maggiore, questa restrizione venne eliminata. Il primo lancio con un vettore M-V è stato effettuato nel 1997. Il lanciatore M-V è stato utilizzato per sette lanci di satelliti scientifici, che sono stati effettuati fra il 1997 e il 2006: sei lanci hanno avuto successo e si è verificato un solo fallimento, il 10 febbraio del 2000. Il razzo M-V è stato ritirato perché troppo costoso ed è stato sostituito dal lanciatore Epsilon.